# Guapiaçu
Guapiaçu este un oraș în São Paulo (SP), Brazilia.